# Charles Town
Charles Town é uma cidade localizada no estado norte-americano da Virgínia Ocidental, no Condado de Jefferson.

## Demografia
Segundo o censo norte-americano de 2000, a sua população era de 2 907 habitantes.
Em 2006, foi estimada uma população de 3869, um aumento de 962 (33.1%).

## Geografia
De acordo com o United States Census Bureau tem uma área de
3,6 km², totalmente cobertos por terra. Localiza-se a aproximadamente 164 m acima do nível do mar.

## Localidades na vizinhança
O diagrama seguinte representa as localidades num raio de 20 km ao redor de Charles Town.